# Stay Beautiful
Stay Beautiful (z pol. Zostań piękną) - to drugi singel amerykańskiej grupy muzycznej The Last Goodnight. Wydany został 31 marca 2008, przez wytwórnię Virgin. Producentem piosenki był Jeff Blue.

## Lista utworów
1. "Stay Beautiful"
2. "Now That You're Gone"